# Helena (1924)
Helena ist ein zweiteiliger Monumental-Stummfilm aus dem Jahre 1924 von Manfred Noa. Er erzählt Motive der Ilias nach mit der schönen Helena im Mittelpunkt des Geschehens.

## Handlung
Erster Teil: Der Raub der Helena
Der junge, stolze Paris weiß nicht, dass er der Sohn des mächtigen Priamos, König von Troja, ist. Einst wurde er vom königlichen Vater als kleines Kind ausgesetzt, um den Göttern zu gefallen. Als junger Mann reist er im Auftrag des greisen Königs nach Griechenland. Dort lernt er die ebenso schöne wie männerbetörende Helena kennen, die mit dem spartanischen König Menelaos vermählt ist.
Bald verlieben sich Paris und Helena ineinander. Um dem Zorn ihres Mannes zu entgehen, fliehen beide nach Troja, wo Paris als Sohn des Königs Priamos anerkannt wird. Von gewaltigem Zorn gepackt, will Menelaos seine Gattin um jeden Preis, und sei er noch so hoch, zurückholen. Als es deswegen zwischen Sparta und Troja zum Krieg kommt, schlagen die Trojaner zunächst das Heer des Menelaos zurück. Doch Helena kann sich noch längst nicht sicher fühlen, auch wenn Paris ihr den Himmel auf Erden bereitet.
Zweiter Teil: Der Untergang Trojas
Die Spartaner geben nicht auf, jahrelang belagern sie das ferne Troja. Bei einem Zweikampf zwischen Menelaos und Paris, der den Krieg entscheiden soll, wird Paris verletzt. Helena rettet ihn vor Schlimmerem. In der nachfolgenden Schlacht tötet der tapfere Krieger Achilleus Hektor, den Bruder des Paris. Daraufhin fordert Priamos Paris dazu auf, Blut mit Blut zu vergelten und Achilleus zu töten. Paris trifft den unbewaffneten Achill mit einem vergifteten Pfeil an der Ferse. Achill stirbt. Die Griechen sind dem Ziel, Troja zu erobern und Helena zurückzuholen, keinen Schritt näher gekommen.
Da hat der listige Odysseus eine Idee für ein Täuschungsmanöver. Die Spartaner bauen ein riesiges Holzpferd, verstecken ihre Helden und Anführer im Inneren, stellen es vor das Tor der Stadt und ziehen zum Schein ab. Als die Trojaner das Pferd entdecken, glauben sie, es handele sich um ein Göttergeschenk. Die getäuschten Trojaner ziehen das Holzpferd in ihre schützenden Stadtmauern. Da die Pferdeskulptur nicht durch hindurch passt, reißen die Trojaner ihr Stadttor ein und besiegeln so ihren Untergang. Menelaos’ Krieger steigen in der Nacht aus dem Inneren des Pferdes, verwüsten Troja und setzen es in Brand. Menelaos verwundet Paris mit einem Pfeil und erledigt ihn anschließend mit seinem Schwert. Priamos trinkt einen Becher mit Gift. Anstatt sie für ihren Verrat zu bestrafen, nimmt Menelaos Helena wieder zu sich nach Hause.

## Produktionsnotizen, Hintergründe, Wissenswertes
Nach dem großen Erfolg seiner Lessing-Verfilmung Nathan der Weise wurde Manfred Noa diese Regie angeboten, die mit deutlich über drei Stunden Filmlänge die umfangreichste und aufwendigste Arbeit seiner gesamten Karriere werden sollte.
Helena wurde komplett 1923 gedreht – Drehorte waren der bayerische Ammersee und der Wörthsee, die
Löwenjagd wurde auf einem Gelände nahe Wolfratshausen gefilmt – und in zwei Abschnitte unterteilt. Der erste Teil, Der Raub der Helena, fünf Akte auf 2189 Meter lang, passierte die Filmzensur am 15. Januar 1924, erhielt Jugendverbot und wurde am 21. Januar 1924 im Mozartsaal in Berlin uraufgeführt. Der zweite Teil, Der Untergang Trojas, passierte am 1. Februar 1924 die Zensur, war sechs Akte auf 2932 Meter lang, und wurde am 4. Februar 1924 ebenda uraufgeführt.
Bei der in Deutschland bis dahin völlig unbekannten Edy Darclea in der Rolle der Titelheldin handelte es sich um eine italienische Stummfilmschauspielerin. Sie hieß eigentlich Iole De Giorgio, war die Tochter des neapolitanischen Sängers und Fotografen Alfredo de Giorgio, und wurde als jüngstes von vier Kindern 1895 in Rom geboren.
Die umfangreichen Filmbauten stammen von Otto Voelckers und Peter Rochelsberg. Das Trojanische Pferd entwarf Berthold Rungers.
Bereits nahezu zwei Jahre vor dem amerikanischen Großfilm Ben Hur zeigte Helena ein spektakuläres Wagenrennen in einer Arena.
Am 30. November 2001 wurde auf Arte eine komplett restaurierte Fassung des Films erstmals im Fernsehen gezeigt.
Mit Helena und dem fast zeitgleich entstandenen Oswald-Film Carlos und Elisabeth ging das zum Ende des Ersten Weltkriegs in Deutschland eingeläutete Zeitalter des klassischen Monumentalfilms mit historisierendem Hintergrund weitgehend zu Ende, das mit Werken wie Die Pest in Florenz, Die Herrin der Welt, Das indische Grabmal, Lady Hamilton und Lucrezia Borgia seinen Höhepunkt erreicht hatte. Die letzten Filme hatten sich als derart kostspielig erwiesen, dass sie, wie zuletzt die Bavaria mit Helena, die Produktionsfirmen an den Rande des Ruins geführt hatten. Außerdem begannen noch aufwendigere Hollywood-Produktionen wie beispielsweise Cecil B. DeMilles Die zehn Gebote den Weltmarkt zu überschwemmen.

## Kritiken
Die Neue Freie Presse lobte die inszenatorische Gestaltung des Films in ihrer Ausgabe vom 7. November 1924 über den grünen Klee: Es sei „mit allem Nachdruck im vorhinein erklärt, daß es sich im Falle dieses deutschen Helena-Films um eine Leistung von stärkster Intensität und allerhöchstem Niveau handelt. (…) Dieser Helena-Film ist eine Großtat. Er ist würdig, auf die feinste Goldwaage der Kritik gelegt zu werden(…) Wir wollen bloß sagen, daß die dramatische Verdichtung des epischen Stoffes im allgemeinen recht gut, im ersten, viel freier an die Ueberlieferung angelehnten Teile besser als im zweiten gelungen ist. Womit man nicht durchwegs einverstanden sein dürfte ist die Lösung der in solchem Falle ungemein schwierigen Besetzungsfragen. Der Priamos Albert Steinrücks ist kaum zu übertreffen. Desgleichen der trojanische Seher Aisakos Albert Bassermanns. Auch die niobeske Gestalt der Hekabe ist bei Adele Sandrock in guten Händen. Für den Paris hätte man gleichfalls schwerlich einen schöneren und hellenischer wirkenden Darsteller finden können als den so rasch bekannt gewordenen Wladimir Gaidarow. Aber schon die Helena der ausnehmend schönen Edy Darclea regt doch ein wenig dazu an, im Gedächtnis Umschau nach irgendeiner gewiß noch viel zutreffenderen Helena zu suchen. (…) Dieser Achill des Athleten Carlo Aldini, mit Verlaub, so schaut Achill nicht aus. (…) Technisch, photographisch, regiemäßig steht dieser Film auf kaum zu überbietendem Niveau. Wunderbar die Visionstechnik im ersten Teil, zumal in dem zum Traume umgedeuteten Urteil des Paris.“
Oskar Kalbus schrieb 1935:

„Der Dichter Hans Kyser hat für den Film ‚Helena‘ (1924) allerlei Bruchstücke des Homerischen Epos zu einem Drehbuch vereinigt, das dem Publikum klassische Bildung beibringen wollte. Die Menschenmassen waren ohnehin seit langem aus dem deutschen Film ausgeschaltet, so daß es an der Zeit war, wieder einmal den Spuren der ersten Nachkriegsjahre nachzugehen. So strebte der Regisseur Manfred Noa, wie einst sein Kollege Lubitsch, nach amerikanischer Wirkung: eine groß angelegte Schlacht der beiden feindlichen Heere zu Land und zu Wasser, ein aufregendes Wagenrennen, stilechte Monumentalbauten. Manfred Noa, der Herr der feindlichen Filmheerscharen, ist mit ‚Helena‘ der Meister der deutschen Schlachtenfilmregie geworden (z. B. in der großartigen Inszenierung der Zerstörung Trojas). Das hätten auch die Amerikaner nicht besser machen können.“

Auch die US-Fachzeitschrift Variety sah Helena auf Augenhöhe mit ähnlich konzipierten Hollywood-Produktionen: „Es gibt hierzulande eine beklagenswerte Regel, nach der mittelmäßige Filme hochgejubelt, hochkarätige ausländische Filme jedoch heruntergespielt werden. So ein Fall ist auch Helena, ein Film, der in jeder Beziehung eine brillante Produktion ist. Dieses realistisch geprägte Spektakel dürfte D. W. Griffith die Frage aufdrängen, ob er sich nicht zu sehr auf seinen Lorbeeren ausgeruht hat. Das Spiel der Darsteller, bis hin zu den kleinsten Rollen, ist unübertrefflich.“
Das Lexikon des internationalen Films schrieb: „Ein seinerzeit sehr erfolgreicher, heute in Vergessenheit geratener Monumentalfilm, menschlich-psychologisch oberflächlich, aber weitgehend spannend und visuell ansprechend inszeniert.“